# Werner Herzog – Radical Dreamer
Werner Herzog – Radical Dreamer ist ein deutsch-englisch-amerikanischer Dokumentarfilm aus dem Jahr 2022 über das Leben und Werk des deutschen Filmregisseurs Werner Herzog. Der Film feierte 2022 seine Weltpremiere beim Telluride Filmfestival. Er existiert in mehreren unterschiedlichen Fassungen, die zwischen 70 und 103 Minuten lang sind.

## Inhalt
Der Film zeichnet chronologisch das Leben und Werk des Filmregisseurs Werner Herzog nach. Auf einer Fahrt in das oberbayerische Alpendorf Sachrang, in dem er in den 1940ern aufwuchs, besucht er wichtige Orte seiner Kindheit: die kleine Wohnung, in der er zusammen mit seinen beiden Brüdern und seiner Mutter lebte, den Wasserfall hinter dem Haus und ein Skitraining für Nachwuchsskispringer. Eine zentrale Stellung in dem Film nimmt die Entstehung des Neuen Deutschen Films in München ein, dem Herzog zusammen mit Rainer Werner Fassbinder, Volker Schlöndorff und Wim Wenders zugeordnet wird. Herzogs Karriere kulminiert in dem Epos Fitzcarraldo, dessen schwierige Produktion minutiös nachgezeichnet wird – von dem Scheitern der ersten Fassung mit Jason Robards und Mick Jagger bis zum fertigen Film mit Klaus Kinski. Parallel dazu erlebt der Zuschauer Werner Herzog bei einem Workshop für junge Regisseure auf Lanzarote, wo er zum ersten Mal seit über 50 Jahren den Drehort von Auch Zwerge haben klein angefangen besucht, und Dreharbeiten mit Peter Zeitlinger im Max-Planck-Institut in München zu dem Dokumentarfilm Theatre of Thought. Der Film widmet sich zudem der Frage, warum Herzog, der 1995 nach Kalifornien zog und in Los Angeles lebt, in den USA zur Kultfigur wurde mit Gastauftritten u. a. in The Simpsons und The Mandalorian. 

## Produktion
Werner Herzog, der bekannt dafür ist, Interviews über sein Leben zu verweigern, wurde von dem Regisseur Thomas von Steinaecker nach einem Skype-Gespräch, in dem sie sich über Friedrich Hölderlin unterhielten, umgestimmt. Der Film versammelt wichtige Weggefährten Herzogs, u. a. enge Mitarbeiter wie seinen Kameramann Thomas Mauch und seinen Halbbruder Lucki Stipetić sowie Wim Wenders und Volker Schlöndorff, aber auch Schauspieler aus seiner amerikanischen Zeit wie Christian Bale, Nicole Kidman, Robert Pattinson und Carl Weathers. Zudem enthält der Film zahlreiche bisher unveröffentlichte Aufnahmen, u. a. von den Dreharbeiten zu Lebenszeichen und der ersten Fassung von Fitzcarraldo mit Mick Jagger.

## Kritik
„Anlässlich seines 80. Geburtstages widmet ihm [Werner Herzog] das launige Porträt eine unterhaltsam-inspirierende Hommage, zusammengesetzt aus einem aktuellen Gespräch mit Herzog, älteren Statements des Filmemachers, Filmausschnitten, Beobachtungen beim Workshop mit Studenten sowie einem Reigen an Kommentaren prominenter Zeitgenossen. Der hohe, essayistisch-assoziative Ton weicht dabei bald einer strukturierten biografisch-chronologischen Erzählung, die fast alle wichtigen Stationen, vor allem sein inniges Verhältnis zur US-amerikanischen Kultur, umfasst.“

## Trivia
In Los Angeles besucht Werner Herzog das Museum of Jurassic Technology, das erfundene Gegenstände ausstellt. Laut Herzog ist das Museum der einzige Ort, an dem er sich in Los Angeles wirklich wohlfühlt.